# Rodrigo Palacio
Rodrigo Sebastián Palacio Alcalde (Bahía Blanca, 1982. február 5. –) világbajnoki ezüstérmes argentin labdarúgó, csatár.

## Pályafutása

### Klubcsapatban
A Bella Vista korosztályos csapatában kezdte a labdarúgást. 2002–03-ban a
Huracán de Tres Arroyos, 2003 és 2005 között a Banfield, 2005 és 2009 között a Boca Juniors labdarúgója volt. A Boca Juniors csapatával két bajnoki címet nyert. Tagja volt a 2005-ös Copa Sudamericana- és a 2007-es Copa Libertadores-győztes csapatnak. Részt vett a 2007-es FIFA-klubvilágbajnokságon, ahol döntős volt a Bocával.
2009 óta Olaszországban játszik. 2009 és 2012 között a Genoa, 2012 és 2017 között az Internazionale játékosa volt. 2017 óta a Bologna labdarúgója.

### A válogatottban
2005 és 2014 között 27 alkalommal szerepelt az argentin válogatottban és három gólt szerzett. Tagja volt a 2007-es Copa Amércicán és a 2014-es világbajnokságon ezüstérmes csapatnak.

## Sikerei, díjai
Argentína
- Világbajnokság
  - ezüstérmes: 2014, Brazília
- Copa América
  - ezüstérmes: 2007, Venezuela

 Boca Juniors
- Argentin bajnokság
  - bajnok (2): 2005–06, 2008–09
- Copa Libertadores
  - győztes: 2007
- Copa Sudamericana
  - győztes: 2005
- Recopa Sudamericana
  - győztes (3): 2005, 2006, 2008
- FIFA-klubvilágbajnokság
  - döntős: 2007